# بيتر فورنس
بيتر فورنس (بالإنجليزية: Peter Furness)‏ هو عالم أمراض بريطاني، ولد في 1955.